# La Cité antique
La Cité antique, publicado em 1864, é o livro mais famoso do historiador francês Fustel de Coulanges (1830–1889). Seguindo o método cartesiano, e baseado em textos de historiadores e poetas antigos, o autor investiga as origens mais afastadas das instituições das sociedades grega e romana. Logo no prefácio da obra, tem-se a advertência do erro que constitui analisar os costumes de povos anteriores com os parâmetros atuais, sendo necessário despir-se de preconceitos a respeito desses povos e estudá-los à luz dos fatos.
O fundamento das instituições dos povos grego e romano, para o historiador, estava na religião e no culto. Cada família tinha sua crença, seus deuses e seu culto. As regras de propriedade, sucessão, etc., eram reguladas por esse culto. Com o tempo, a necessidade levou os homens a se relacionarem mais constantemente, e as regras que regiam a família foram transferidas a unidades cada vez maiores, até chegar-se à cidade. Portanto, a origem da cidade também é religiosa, como indica a prática da lustração, cerimônia periódica onde todos os cidadãos se reuniam para serem purificados, e os banquetes públicos em homenagem aos deuses municipais. Mas as leis eram privilégio da aristocracia, o que logo gerou grande desconforto à plebe e ocasionou as primeiras revoluções, que alteraram o fundamento da sociedade da religião para o bem-comum. Essa cidade ainda se transforma durante algum tempo, até sua extinção com a chegada do cristianismo.